# Hypselothyrea rotata
Hypselothyrea rotata är en tvåvingeart som beskrevs av De och Gupta 1994. Hypselothyrea rotata ingår i släktet Hypselothyrea och familjen daggflugor. Inga underarter finns listade i Catalogue of Life.